# That '70s Show
 (novembre 2020).
Si vous disposez d'ouvrages ou d'articles de référence ou si vous connaissez des sites web de qualité traitant du thème abordé ici, merci de compléter l'article en donnant les références utiles à sa vérifiabilité et en les liant à la section « Notes et références ».
Production
Diffusion
Chronologie
That '90s Show
That '70s Show ou 70s Show ou 70 au Québec est une série télévisée américaine en 200 épisodes de 22 minutes, créée par Mark Brazill, Bonnie Turner, Terry Turner et Linda Wallem, diffusée entre le 23 août 1998 et le 18 mai 2006 sur le réseau FOX et sur le réseau Global au Canada.
En France, la série a été diffusée à partir du 5 septembre 1999 sur Jimmy, puis sous le titre 70s Show sur France 2. Rediffusion sur Comédie !, NRJ 12, MTV et sur Game One. Au Québec, elle a été diffusée à partir du 29 août 2005 sur VRAK.TV.

## Synopsis
Point Place, petite ville imaginaire du Wisconsin. À la fin des années 1970, Donna Pinciotti est la voisine et petite amie d'Eric Forman ; Michael Kelso, la caricature du mannequin stupide ; Steven Hyde, le fan de rock révolté ; Jackie Burkhart, le stéréotype de l'adolescente superficielle, et Fez, l'étranger d'origine indéfinie, squattent le sous-sol de la maison des Forman, sous l'œil bienveillant de la mère, Kitty, une infirmière alcoolique, et celui agacé du père, Red Forman, vétéran de la guerre de Corée. Ce dernier fait souvent preuve d’un manque de reconnaissance à l'égard de son fils, traduisant plutôt une difficulté à montrer ses sentiments. Il y a également Leo, un Hippie loufoque amateur de marijuana, ou encore Midge et Bob Pinciotti, les parents de Donna et voisins des Forman.

## Distribution

### Acteurs principaux
- Topher Grace (VF : Maël Davan-Soulas) : Eric Forman (saisons 1 à 7)
- Mila Kunis (VF : Sarah Marot) : Jacqueline « Jackie » Burkhart
- Ashton Kutcher (VF : Tony Marot) : Michael Kelso (saisons 1 à 7 - invité saison 8)
- Danny Masterson (VF : Pascal Grull) : Steven Hyde
- Laura Prepon (VF : Vanina Pradier) : Donna Pinciotti
- Wilmer Valderrama (VF : Paolo Domingo) : Fez
- Debra Jo Rupp (VF : Dany Laurent) : Kitty Forman
- Kurtwood Smith (VF : Serge Blumenthal) : Red Forman
- Tanya Roberts (VF : Annie Le Youdec) : Midge Pinciotti (saisons 1 à 3 - invitée saisons 6 et 7)
- Don Stark (VF : Paul Borne) : Bob Pinciotti
- Lisa Robin Kelly (saisons 1 à 3 et 5) et Christina Moore (saison 6) (VF : Natacha Muller) : Laurie Forman (saisons 2 et 3 - récurrente saisons 1 et 6 - invitée saison 5)
- Tommy Chong (VF : Bernard Métraux) : Leo Chingkwake (saisons 4 et 8 - récurrent saisons 2 et 3 - invité saisons 5 et 7)
- Josh Meyers (VF : Sébastien Desjours) : Randy Pearson (saison 8)

### Invités
De nombreux artistes invités ont fait une apparition dans la série, parmi lesquels :
Jouant leur propre rôle
- Paul Anka (épisode 27)
- Bárbara Carrera (épisode 41)
- Shirley Jones (épisode 53)
- Charo (épisode 53)
- Alice Cooper (épisode 65)
- Ted Nugent (épisode 75)
- Monty Hall (épisode 76)
- Jamie Farr (épisode 114)
- Le groupe KISS (Paul Stanley, Gene Simmons, Tommy Thayer, Eric Singer) (épisode VH1 spécial 30 août 2002)

Jouant un autre rôle
| - Joseph Gordon-Levitt (VF : Hervé Rey) : Buddy Morgan (saison 1, épisode 11) - Dwayne « The Rock » Johnson (VF : Christophe Peyroux) : Rocky Johnson (saison 1, épisode 15) - Jeff Hardy : catcheur (saison 1, épisode 15) - Matt Hardy : catcheur (saison 1, épisode 15) - Katey Sagal (VF : Caroline Jacquin) : Edna Hyde (saison 1, épisodes 17 à 19) - Gloria Gaynor : Mrs. Clark (saison 1, épisode 19) - Neil Flynn : le videur (saison 2, épisode 3) - Melissa Joan Hart : Mary (épisode 34) - Maud Adams : Holly (épisode 41) - Lindsay Sloane : Patty (épisode 43) - Mitch Pileggi : Bull (épisode 50) - Amy Adams (VF : Laura Blanc) : Kat Peterson (saison 2, épisode 15) - Gene Simmons : Eric (« si ses parents le laissaient faire ce qu'il voulait ») (épisode 53) - Allison Munn (VF : Célia Charpentier) : Caroline (saison 3, épisodes 12 à 17, 20 et 21 + saison 8, épisodes 5 et 19) - Wayne Knight : l'Ange (épisode 77) - Christopher Masterson : Todd (épisodes 94 et 95) - Roger Daltrey : le professeur de chant (épisode 100) - Jessica Simpson : Annette (épisodes 104, 116 et 117) - Jack Osbourne : Andy (épisode 115) | - Shannon Elizabeth (VF : Marie-Eugénie Maréchal (saison 6) puis Alexandra Garijo (saisons 6-7)) : Brooke (épisodes 132 à 152) - Dan Castellaneta : l'agent Hal Armstrong (épisode 133) - James Avery : l'officier Kennedy (épisode 137) - Alyson Hannigan : Suzy Simpson (épisodes 140 et 141) - Billy Dee Williams : le pasteur Dan (épisode 142) - Brooke Shields (VF : Rafaèle Moutier) : Pam Burkhart (épisodes 143 à 153) - Seth Green (VF : Sébastien Desjours) : Mitch (épisodes 147 à 149) - Morgan Fairchild (VF : Céline Monsarrat) : Carolyn (épisode 152) - Lindsay Lohan : Danielle (épisode 160) - Eliza Dushku (VF : Barbara Delsol) : Sarah (épisode 168) - Bruce Willis : Vic (épisode 182) - Mary Tyler Moore (VF : Françoise Pavy) : Christine St. George (épisodes 188 à 190) - Adrienne Frantz : Kelly (épisode 196) - Brittany Daniel : Penny (saison 4, épisode 14) - Megalyn Echikunwoke (VF : Sophie Riffont) : Angie Barnett - Tim Reid (VF : Jean-Paul Pitolin) : William Barnett - Dylan Sprouse : Billy - Cole Sprouse : Bobby - Tom Poston : Burt Sigurdson (saison 5) - Jud Tylor (VF : Karine Foviau) : Samantha (saison 8) - Justin Long (VF : Taric Mehani) : Andrew Davis (saison 8, épisode 21) |

Version française
- Société de doublage : Mediadub International[1],[2]
- Direction artistique : Colette Venhard (saisons 1 à 6) - Dominique Bailly (saisons 7 à 8) [1],[2]
- Adaptation des dialogues : Marie Desprez, Vanessa Bertran, Jean-Christophe Billaud, Christine Rispal & Igor Conroux

Sources VF : Doublage Séries Database et RS Doublage

## Production

### Attribution des rôles
Chuck Norris devait initialement jouer le rôle de Red mais fut obligé de se désister, en raison d'obligations professionnelles. Kurtwood Smith a obtenu le rôle à sa place.
Lisa Robin Kelly, qui joue Laurie Forman, apparaît en tant qu'invitée durant certains épisodes de la première saison. Elle devient un membre à part entière de la distribution à partir de la deuxième saison et jusqu'au milieu de la troisième saison. À cette occasion, son nom s'ajoute au générique. À la suite du renvoi de l'actrice en 2001, son nom est retiré et le générique subit une nouvelle modification. Elle revient en tant qu'invitée durant la saison 5 puis laisse sa place à Christina Moore qui n'apparaît que durant la saison 6.
Tanya Roberts, qui joue Midge Pinciotti, quitta la série à la fin de la troisième saison pour s'occuper de son mari malade. Elle réapparut durant quelques épisodes en tant qu'invitée.
Tommy Chong, apparu en tant que simple invité durant les saisons 2 et 3, devint récurrent dans la quatrième saison, mais fut emprisonné et son personnage de Leo, bien que toujours crédité, disparut à la fin de la quatrième saison. Un épisode de la saison 5 explique son absence, mais il réapparut lors de la saison 7 avant de devenir régulier lors de la saison 8.
En 2005, Topher Grace décide de prendre du recul et quitte la série. L'explication trouvée est qu'Eric part en Afrique. Grace ne fait plus partie du générique qui débute en cercle où chaque membre du casting chante une strophe de la chanson du générique à l'exception de Kurtwood Smith et Tommy Chong. Bret Harrison, qui jouait Charlie Richardson, devait le remplacer mais on lui offrit un rôle dans une autre série et il ne put participer à cette huitième saison. C'est finalement le personnage de Randy Pearson, incarné par Josh Meyers, qui s'ajoute à la liste des personnages. Par conséquent, le générique change une nouvelle fois. Ashton Kutcher apparaît en artiste invité durant les quatre premiers épisodes de la saison avant de poursuivre sa carrière au cinéma.
Le dernier épisode de la série est un peu spécial, car il marque la fin de la décennie des années 1970. À cette occasion, la distribution réunit Mila Kunis, Danny Masterson, Laura Prepon, Wilmer Valderrama, Debra Jo Rupp, Kurtwood Smith et Don Stark. Josh Meyers et Tommy Chong apparaissent bien qu'ils ne prononcent chacun qu'une seule réplique. Ashton Kutcher est uniquement crédité en tant qu'artiste invité, tandis que Topher Grace effectue un rapide retour bien que son rôle ne soit pas crédité.

### Tournage
La série a été tournée à Los Angeles, en Californie, aux États-Unis.

### Fiche technique
- Titre original et français : That '70s Show
- Titre québécois : 70
- Création : Mark Brazill, Bonnie Turner, Terry Turner
- Réalisation : David Trainer
- Scénario : Mark Brazill, Bonnie Turner, Terry Turner, Alan Dybner, Sarah McLaughlin, Jeff Filgo, Kristin Newman
- Direction artistique :
- Décors : Garvin Eddy
- Costumes : Melina Root
- Photographie : Ronald W. Browne
- Montage : Tim Ryder, Michael Karlich et David Helfand
- Musique : Ben Vaughn et Jeff Sudakin
- Casting : Cecily Adams, Meg Liberman, Marc Hirschfeld, Debby Romano et Camille H. Patton
- Production : Kristin Newman, Patrick Kienlen, Chris Peterson, Brian Moore, Franco Bario, Chris Peters
  - Production exécutive : Marcy Carsey, Tom Werner, Mark Hudis, Jeff Filgo, Mark Brazill, Bonnie Turner, Terry Turner,Caryn Mandabach, Jackie Filgo, Melanie Patterson
- Sociétés de production : Carsey-Werner-Mandabach Productions, 20th Century Fox Television et Carsey-Werner Company
- Société(s) de distribution (télévision) :

Carsey-Werner Distribution (mondial)
FOX (États-Unis)
CanWest Global Communications (Canada)
Virgin 1 (Royaume-Uni)
- Pays d'origine :  États-Unis
- Langue originale : anglais
- Format : couleur - 1,33:1 - son stéréo
- Genre : Série comique, sitcom
- Durée : 22 minutes

 Sauf indication contraire, les informations mentionnées dans cette section peuvent être confirmées par la base de données cinématographiques IMDb,  présente dans la section « Liens externes ».

## Univers de la série
Cette section ne s'appuie pas, ou pas assez, sur des sources secondaires ou tertiaires indépendantes du sujet. Le texte peut contenir des analyses inexactes ou inédites de sources primaires.
Pour l'améliorer, ajoutez-en, ou placez des modèles {{Source secondaire souhaitée}} ou {{Source secondaire nécessaire}} sur les passages mal sourcés. (mars 2022)
- Le ’70s Show a connu, depuis le début de sa diffusion, un succès considérable aux États-Unis, sans doute en raison de la reconstitution fidèle de l'époque et du regard nostalgique que porte la génération quadragénaire sur sa jeunesse, avant le retour à l'ordre moral de la période Reagan. Beaucoup d'éléments caractéristiques de cette époque se retrouvent dans la série : la musique qu'écoute Eric et sa bande (notamment Led Zeppelin), la marijuana, les brushings à la Farrah Fawcett, les pattes d'éph, le mobilier kitsch, ou encore le succès inattendu de Star Wars.
- Lorsque le ’70s Show débute (saison 1), nous sommes en mai 1976 et après huit saisons, nous sommes toujours dans les années 1970. Ceci car, au fur et à mesure des saisons, les producteurs ont décidé de ralentir le rythme de la série. Ainsi, la série est située en 1977 du milieu de la première saison jusqu'à la fin de la troisième saison, puis en 1978 jusqu' au milieu de la sixième saison, les épisodes restants se déroulant par conséquent en 1979 sauf le dernier qui marque le début de la décennie 80. Hyde fête ses 18 ans en 1978 bien qu'il soit censé être plus vieux qu'Eric qui fête ses 17 ans lors du second épisode (situé en 1976). Eric fête ses 18 ans en 1978, deux ans après avoir fêté ses 17 ans… Ces facteurs, combinés aux épisodes dédiés aux fêtes de fin d'année (Action de Grâce, Noël) qui se déroulent chaque année, montrent que la valeur du temps dans 70s Show n'est pas exacte. Enfin, la 8e et dernière saison est vaguement située en 1979 alors que le Noël de 1979 fut fêté vers le milieu de la saison 7. La saison 8 ne dure donc normalement que 5 jours ! (Noël étant le 25 décembre et le dernier épisode marquant la fin des années 1970 et le début des années 1980), ce qui explique l'absence d'indication sur l'année sur la plaque en fin de générique (qui reviendra au dernier épisode par un "80").
- L'antépénultième épisode de la série, La Vengeance de Jackie, est un épisode rétrospectif spécial pour rendre hommage à la série et à ses huit années à l'antenne, une des séries les plus longues de la FOX. Cet épisode spécial, d'une durée de quasiment 90 minutes (publicités incluses) est nommé That '70s Show: The Final Goodbye et est composé de clips mémorables issus des 200 épisodes de la série, de scènes inédites coupées au montage, mais également d'interviews des acteurs, de l'équipe de tournage et de guest stars comme Luke Wilson, Brooke Shields, Lindsay Lohan, Roger Daltrey et Bruce Willis. Enfin, cet épisode spécial propose aussi de se glisser dans les coulisses du tournage de la dernière semaine de production.
- Le nom de Fez est l'acronyme de Foreign Exchange Student. Le S a été remplacé par un Z pour ne pas faire FES.
- Dans la cinquième saison, tous les noms d'épisodes sont des titres de chansons de Led Zeppelin.
- Dans la sixième saison, tous les noms d'épisodes sont des titres de chansons de The Who.
- Dans la sixième saison une référence est faite a MacGyver, cependant la série du même nom est apparue seulement en 1985.
- Dans la septième saison, tous les noms d'épisodes sont des titres de chansons des Rolling Stones.
- Dans la huitième saison, tous les noms d'épisodes excepté l'épisode final sont des titres de chansons du groupe Queen.
- Dans la huitième saison, Eric et Kelso sont absents et n'apparaissent que dans quelques épisodes, surtout, La Fin d'une décennie.

### Éléments récurrents
- Un teaser et une conclusion.
- Des scènes de transition (montrant les personnages bougeant et dansant)[12].
- Des flashbacks.
- Des séquences imaginatives (les personnages se plongent dans une situation et imaginent leur avenir).
- Une caméra pivotant à 360° au milieu des acteurs (quatre membres de la bande, parfois plus parfois moins se réunissent autour de la table, et généralement accompagnés de la consommation de drogue)[13].

## Accueil

### Distinctions

#### Récompenses
- Emmy Award 1999 : Meilleurs costumes pour Melina Root lors de l'épisode La Fièvre disco (That Disco Episode)
- Teen Choice Awards 2003 : Meilleur acteur dans une série comique pour Ashton Kutcher
- Teen Choice Awards 2004 : Meilleur acteur dans une série comique pour Ashton Kutcher
- Teen Choice Awards 2005 : Meilleur acteur dans une série comique pour Ashton Kutcher
- Teen Choice Awards 2006 : Meilleur acteur dans une série comique pour Wilmer Valderrama

## Remakeetspin-off
- En 1999, la chaîne anglaise ITV a créé Days Like These (en), un remake britannique de la série.
- En 2002, la FOX a créé un spin-off de la série, That '80s Show. Seulement treize épisodes seront diffusés, faute d'audience.
- En 2021, Netflix annonce la production d'un second spin-off, That '90s Show. L'histoire est centrée sur Leia, la fille d'Eric Forman et Donna Pinciotti, et se déroulera à Point Place en 1995. Kurtwood Smith et Debra Jo Rupp reprendront leurs rôles respectifs de Red et Kitty Forman[14]. Le tournage débute en février 2022.